# Китченер (Канада)
Ки́тченер (англ. Kitchener) — город в Канаде, в провинции Онтарио, в 100 км на запад от Торонто. Название города часто употребляется вместе с названием соседнего университетского города Уотерлу, его города-спутника.
Население Китченера составляет 233 тыс. жителей (по состоянию на 2016).
Девиз: «Процветание через промышленность!».
Основан немецкими переселенцами-меннонитами в середине XVIII века.
В городе находится муниципалитет района Ватерлоо.
До 1916 года город назывался Берлин, в нём жило много переселенцев из Германии. Влияние немецкой культуры чувствуется в жизни города до сих пор. В 1916 году Берлин был переименован в честь фельдмаршала Герберта Китченера.

## Достопримечательности и культура
- Ежегодный пивной фестиваль «Октоберфест», привлекающий около 800000 гостей
- Ежегодный рождественский рынок
- Дом-музей Йозефа Шнайдера
- Арт-галерея Китченера и Ватерлоо
- Симфонический оркестр Китченера и Ватерлоо
- Детский музей района Ватерлоо
- Малый театр Китченера и Ватерлоо

## Промышленность
Машиностроительная, металлообрабатывающая, химическая, кожевенная, текстильная, пищевая, электротехническая промышленность.

## Спорт
- Юниорская хоккейная команда «Китченер Рейнджерс», выступающая в хоккейной лиге Онтарио.

## Знаменитые горожане
- Уильям Лайон Макензи Кинг (1874—1950) — премьер-министр Канады
- Маргарет Миллар (1915—1994) — известная канадская писательница, автор многочисленных триллеров
- Лоис Максвелл (1927—2007) — канадская актриса
- Джеймс Алан Гарднер (1955) — канадский писатель
- Скотт Стивенс (1964) — канадский хоккеист
- Шайфли Марк (1993) — канадский хоккеист
- Деннис Уайдман (1983) — канадский хоккеист
- Дэвид Эдгар (1987) — канадский футболист
- Кристиан (рестлер) (1973) — канадский профессиональный рестлер и актёр